# Urzulei
Urzulei – miejscowość i gmina we Włoszech, w regionie Sardynia, w prowincji Nuoro.
Według danych na rok 2021 gminę zamieszkiwało 1154 osób, 8,9 os./km². Graniczy z Baunei, Dorgali, Orgosolo, Talana i Triei.